# Alçament de Mieres
L'Alçament de Mieres va ésser una revolta que hi hagué el 22 de setembre de 1484 a la vall de Mieres (La Garrotxa), dirigida per Pere Joan Sala i produïda a causa de l'intent de confiscació de béns dels pagesos que no volien pagar drets senyorials.
Fou l'inici de la Segona Guerra Remença.
Cal situar aquesta revolta en l'ambient creat després de la Guerra Civil i arran de l'aprovació per part del rei, el 1481, d'una constitució favorable a la noblesa i contrària als interessos dels remences.